# St. Dionysius (Krefeld)

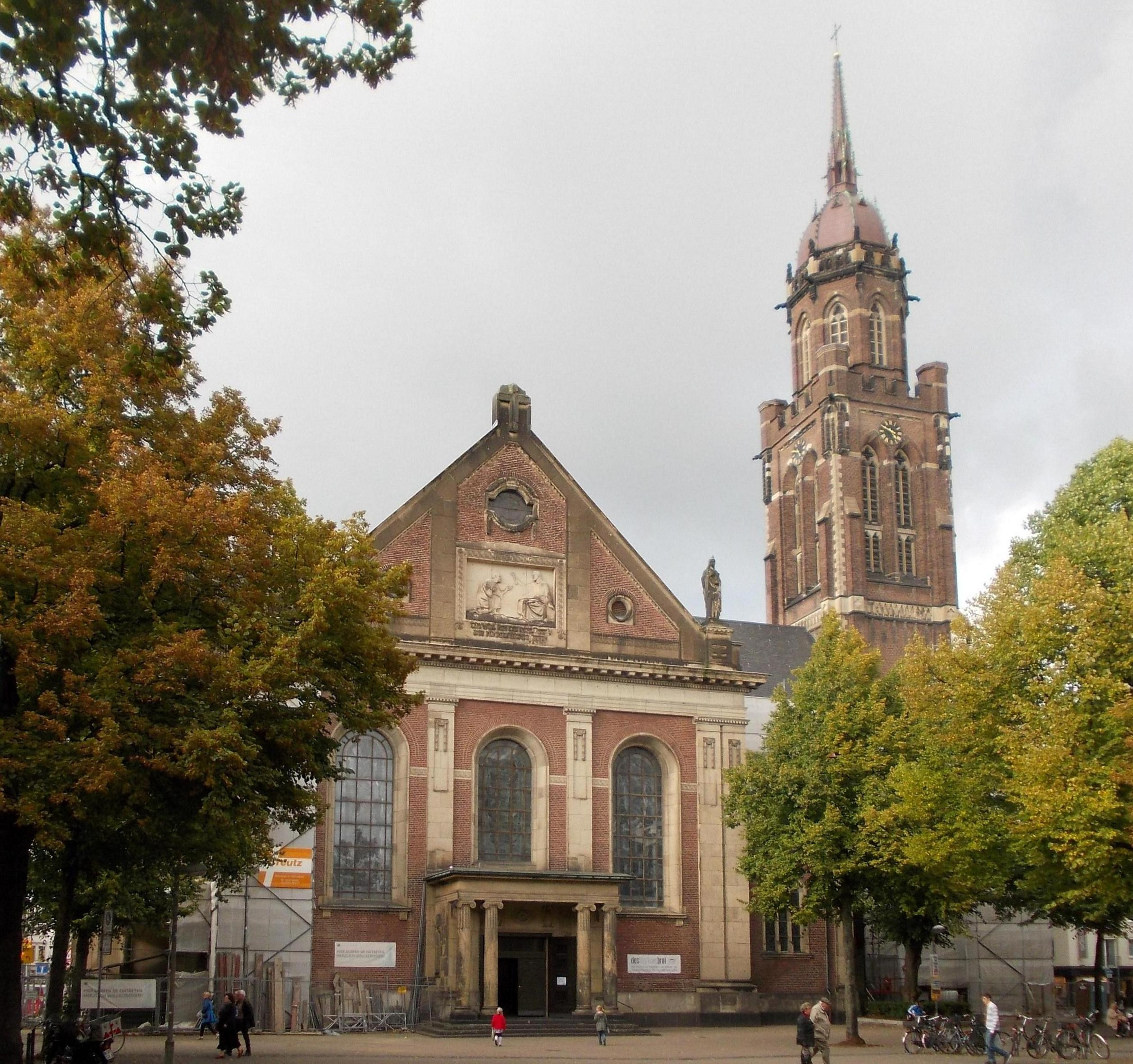
St. Dionysius

St. Dionysius ist die katholische Altstadtkirche der niederrheinischen Stadt Krefeld. Das in mehreren Bauphasen zwischen 1752 und 1910 entstandene Gotteshaus prägt mit seinem 78 Meter hohen Turm die Silhouette der Stadt.

## Vorgeschichte
Krefeld, in dessen Mauern noch um 1620 nur etwa 450 Menschen lebten, hatte jahrhundertelang nur eine Kirche. Sie wurde 1166 als St.-Dionysius-Kapelle erstmals erwähnt. Das Patrozinium des Bischofs und Märtyrers Dionysius von Paris ging auch auf die Stadt über und spiegelt sich bis heute im Krefelder Wappen. Bis 1564 lag das Kirchenpatronat beim Kloster Meer. Im 15. Jahrhundert wurde St. Dionysius als dreischiffige Hallenkirche im spätgotischen Stil neu gebaut.
Die Grafen von Moers, zu deren Gebiet Krefeld gehörte, nahmen in der Reformation zunächst das lutherische Bekenntnis an und setzten 1564 in der alten Dionysiuskirche einen lutherischen Pfarrer ein. 1581 wurde der Calvinismus herrschende Konfession. 1606/1607 kam es unter spanischer Besetzung in Krefeld zu einem kurzen katholischen Zwischenspiel, bevor die nun so genannte Alte Kirche endgültig evangelisch-reformiert wurde.
Seit 1600 befand sich die Grafschaft Moers durch Schenkung im persönlichen Besitz von Prinz Moritz von Oranien. Dieser übte eine ungewöhnliche Toleranzpolitik, die zwar das reformierte Bekenntnis privilegierte, daneben aber Katholiken, Lutheraner und sogar die fast überall im Reich verfolgten Mennoniten duldete.
Für die Katholiken blieb das Tertiarinnenkloster St. Johann Baptist bestehen. Da ihre Zahl jedoch groß war – wahrscheinlich auch im 17. Jahrhundert mehr als die Hälfte der Bevölkerung –, schwelte der Streit um Rückgabe der Alten Kirche, später um den Bau einer eigenen Pfarrkirche und Schule weiter. Der Neubau an heutiger Stelle wurde erst im 18. Jahrhundert unter preußischer Herrschaft durch ein Reskript König Friedrichs des Großen von 1743 möglich.

## Baugeschichte

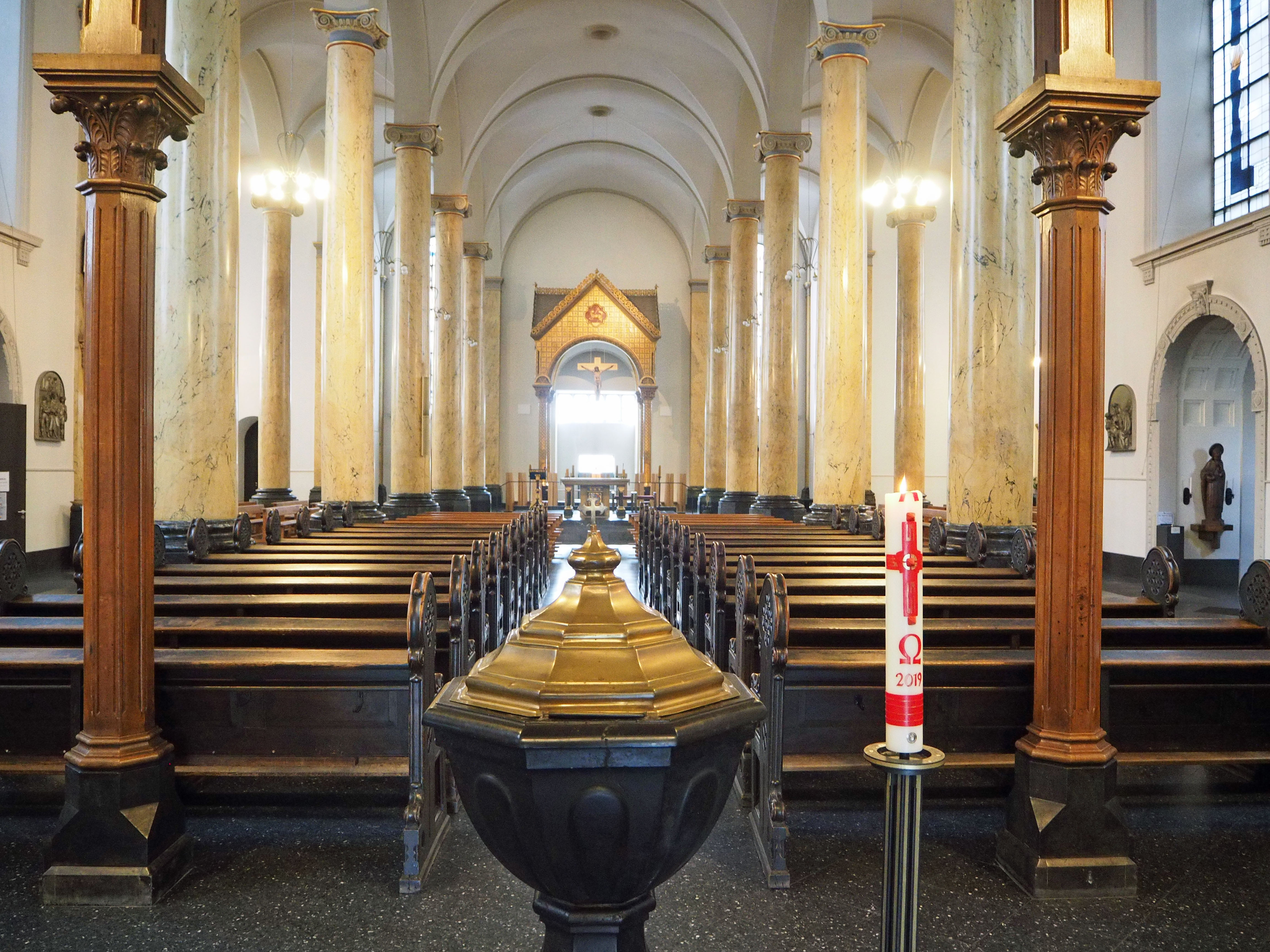
Das Kircheninnere

1752 begann der Bau der neuen Dionysiuskirche in barocken Formen. als Architekt wird C. Wallenfels angenommen. Das Langhaus wurde 1754, der Turm erst 1768 fertiggestellt.
Ihre heutige Gestalt erhielt die Kirche im Wesentlichen bei einem tiefgreifenden Umbau von 1840 bis 1844. Unter der Leitung des Kölner Dombaumeisters Ernst Friedrich Zwirner wurde sie um ein dreischiffiges Querhaus von der Breite der halben Langhauslänge erweitert. Die dabei eingestellten zwanzig ionischen Säulen aus gelblichem Marmor geben dem Inneren den Charakter einer lichten Tempelhalle nach klassizistischem Stilideal. Nach außen erhielten die neuen Querhausarme Schaufassaden zu den angrenzenden Plätzen.
Ab Mitte des 19. Jahrhunderts erlebte Krefeld in der Industrialisierung einen raschen Aufschwung und eine sprunghafte Bevölkerungszunahme. 1890 hatte die Stadt 104.000 Einwohner, davon mehr als 80.000 Katholiken. Neben dem Bau mehrerer meist neugotischer Kirchen in den neuen Wohnvierteln entstand auch der Wunsch, die zentrale Kirche repräsentativer zu gestalten, deren niedriger Turm aus dem 18. Jahrhundert kaum sichtbar war. So entstand 1893–1894 nach Plänen des Kölner Erzdiözesanbaurats Wilhelm Blanke der neue, fast 80 Meter hohe Turm mit Portalfassade in neugotischen Formen. Auf dem quadratischen Schaft mit einer burgartigen Zinnengalerie steht ein achteckiges Obergeschoss mit kupferner Renaissancehaube und Fialenspitze.
Von 1908 bis 1910 kam es zu einer erneuten Umgestaltung der Fassaden der Kirche; außerdem wurden die Sakristei und mehrere Kapellen angefügt.
Im Zweiten Weltkrieg wurde St. Dionysius stark beschädigt. Lediglich der Turm blieb intakt und gab den Krefeldern Hoffnung. Auch dadurch gilt die Dionysiuskirche als ein Wahrzeichen Krefelds. Bis 1954 konnte der Bau wiederhergestellt werden.
Die 2004 bei einem Sturm beschädigte und demontierte Turmspitze konnte 2011 unter der Leitung der Krefelder Architekten Karl-Heinz Petermann und Thomas Petermann neu aufgesetzt werden.

## Ausstattung
Hinter der Altarinsel in der Vierung mit dem neuromanischen Altar des 19. Jahrhunderts fällt der Blick auf das neuromanische goldene Ziborium an der Chorrückwand, in dem heute der Taufstein und der Osterleuchter stehen. Im gleichen Stil ist der Marienaltar gehalten. Barocke Formen zeigen die farbig gefassten Apostelfiguren an den Wänden. Dunkel polierte Holzschnitzarbeiten des frühen 20. Jahrhunderts sind die Statuen des Kirchenpatrons Dionysius und des Nebenpatrons Norbert von Xanten.
Einen bemerkenswerten Zyklus von modernen Bildfenstern schuf Hubert Spierling 1981–1984.

## Kirchenmusik

### Orgel

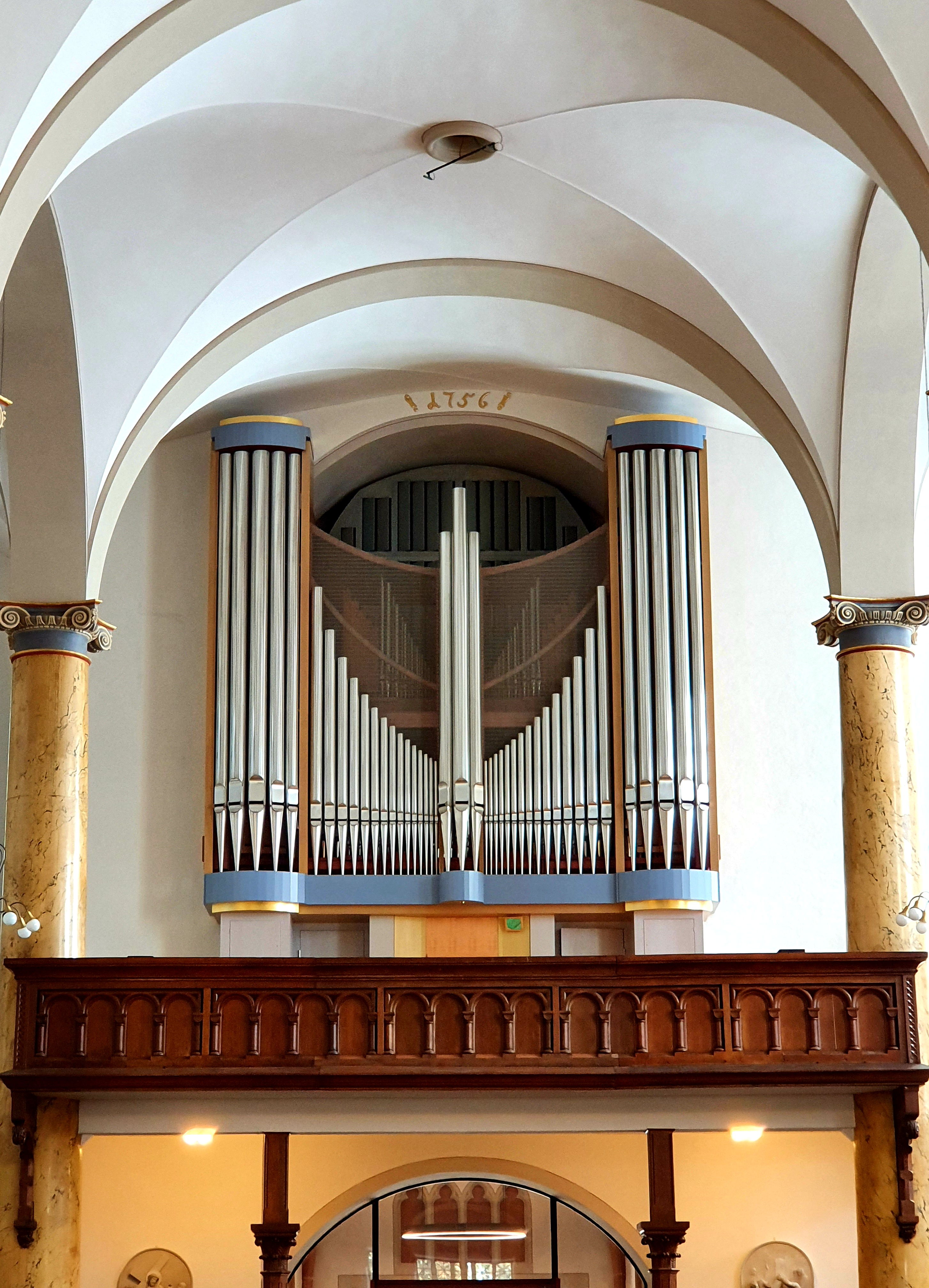
Orgel mit neuer Farbgebung

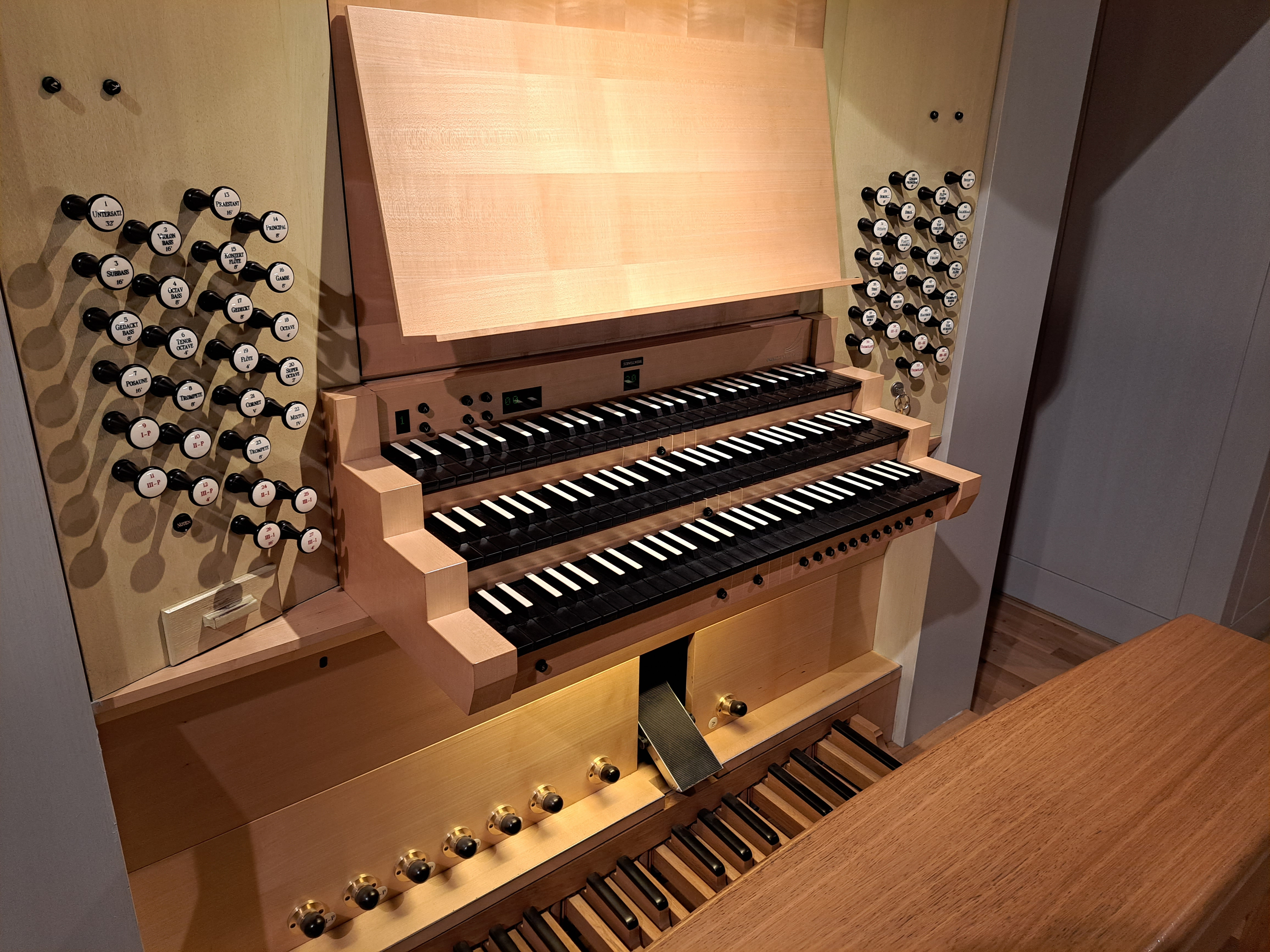
Spieltisch der Orgel

Die Orgel ist ein Werk der Werkstatt Klais aus dem Jahr 2007. Sie umfasst 40 Register auf drei Manualen und Pedal. Im Rahmen der Kirchenrenovierung 2022 wurde das Gehäuse farblich neu gefasst. Die Disposition lautet:
| I Hauptwerk C–c4 |     |
| Praestant        | 16′ |
| Principal        | 8′  |
| Konzertflöte     | 8′  |
| Gambe            | 8′  |
| Gedackt          | 8′  |
| Oktave           | 4′  |
| Flöte            | 4′  |
| Superoktave      | 2′  |
| Cornet V         | 8′  |
| Mixtur IV        | 2′  |
| Trompete         | 8′  |

| II Positiv C–c4 |        |
| Geigenprincipal | 8′     |
| Bordun          | 8′     |
| Dolce           | 8′     |
| Oktave          | 4′     |
| Flauto amabile  | 4′     |
| Nasard          | 2 ⁄3′  |
| Flautino        | 2′     |
| Terz            | 1 3⁄5′ |
| Mixtur IV       | 1 ⁄3′  |
| Bassethorn      | 8′     |
| Tremulant       |        |

| III Schwellwerk C–c4 |       |
| Bourdon              | 16′   |
| Flute harmonique     | 8′    |
| Salcional            | 8′    |
| Vox coelestis        | 8′    |
| Traversflöte         | 4′    |
| Violine              | 4′    |
| Piccoloflöte         | 2′    |
| Mixtur IV            | 2 ⁄3′ |
| Trompette harmonique | 8′    |
| Hautbois             | 8′    |
| Vox humana           | 8′    |
| Tremulant            |       |

| Pedalwerk C–g1               |     |
| Untersatz                    | 32′ |
| Subbass                      | 16′ |
| Violonbass (aus HW, Pr. 16') | 16′ |
| Oktavbass                    | 8′  |
| Gedacktbass                  | 8′  |
| Tenoroctave                  | 4′  |
| Posaune                      | 16′ |
| Trompete                     | 8′  |

- Koppeln
  - Normalkoppeln:  II/I, III/I, III/II, I/P, II/P, III/P
  - Suboktavkoppeln:  III/I, III/III
  - Superoktavkoppeln:  III/I, III/III, III/P

### Chor
An der Kirche entstand 1968 der Dionysius-Chor Krefeld, der sich nach dem Tod des Gründers Hans-Jörg Böckeler 2018 auflöste.

## Glocken
Das Geläut von St. Dionysius besteht aus fünf Glocken aus Gussstahl, die 1946 vom Bochumer Verein gegossen wurden.
| Nr. | Name              | Durchmesser | Gewicht ca. | Schlagton |
| --- | ----------------- | ----------- | ----------- | --------- |
| 1   | Dionysiusglocke   | 1875 mm     | 2700 kg     | c’-2      |
| 2   | Mariaglocke       | 1595 mm     | 1630 kg     | es’       |
| 3   | Josephsglocke     | 1420 mm     | 1150 kg     | f ’       |
| 4   | Norbertglocke     | 1270 mm     | 0800 kg     | g’-2      |
| 5   | Schutzengelglocke | 1060 mm     | 0460 kg     | a’-2      |

## Pfarrer
Folgende Priester wirkten bislang als Pfarrer an St. Dionysius:
- 1886–1893: Hermann Joseph Schmitz
- 1921–1958: Gregor Schwamborn
- 1959–1974: Johannes Baltes
- 1974–1998: Hermann-Josef Cremer
- 1998–1972: Theodor Feller
- 1972–1996: Alfred Heine
- 2005–2019: Heinz Wans (ab 2017 gemeinsam mit Pfr. Wans)
- 2017–2019: Heiner Schmitz (gemeinsam mit Pfr. Wans)
- Seit 2019: David Grüntjens